# ميغان أوليفي
ميغان أوليفي (بالإنجليزية: Megan Olivi)‏ هي مراسلة أخبار / أحداث في فنون القتال المختلطة التي تستضيف يو إف سي من الداخل على قناة فوكس سبورتس 1.

## حياتها المبكرة
ميغان أوليفي هي الأصغر بين ثلاثة أطفال ولدت في نيوجيرسي. أمضت معظم شبابها في الناصرة بولاية بنسلفانيا. هي من أصل إيطالي.
لعبت ميغان الكرة اللينة في المدرسة وأرادت ممارسة مهنة في الجمباز لكنها لم تستطع بسبب الوضع المالي لعائلتها.

## سنوات الكلية
التحقت ميغان بجامعة سيتون هول حيث حصلت على شهادة في العلوم السياسية. أثناء حضورها بسيتون هول، تدربت مع قناة فوكس نيوز. ثم حصلت ميغان على درجة الماجستير في الصحافة الإذاعية من جامعة فوردهام.

## مسيرتها الصحفية
بعد فترة وجيزة من حصولها على درجة الماجستير، عُرضت على ميغان فرصة لتغطية رياضة فنون القتال المختلطة في لاس فيغاس، نيفادا وقررت الانتقال عبر البلاد واغتنام هذه الفرصة المهنية. بعد تولّيها لهذه الوظيفة الجديدة، وقعت ميغان في حب رياضة فنون القتال المختلطة مع استمرارها أيضًا في صقل مهاراتها أمام الكاميرا، وعلى الأخص المشاركة في استضافة يوم القتال يو إف سي. ثم انتقل ميغان للعمل في فوكس سبورتس لتغطية أحداث بطولة القتال النهائي واستضافة أقسام نمط الحياة لموقع FoxSports.com. في فبراير 2013، قبلت ميغان دورًا كمراسلة لفوكس 6 نيوز سان دييغو لتغطي سان دييغو بادريس كمراسلة لوسائل التواصل الاجتماعي بينما تستضيف وتنتج أيضًا عرضًا أسبوعيًا للمجلة يسمى «Padres POV». سرعان ما انتقلت ميغان من حياتها المهنية مع بادريس وعادت إلى لاس فيغاس لمتابعة فرصة إعداد التقارير مع بطولة القتال النهائي حيث تسافر حاليًا حول العالم لتغطية أحداث بطولة القتال النهائي. تستضيف ميغان أيضًا يو إف سي من الداخل على قناة فوكس سبورتس 1. ولديها أيضًا سلسلة على يو إف سي فايت باس تُسمّى «The Exchange With Megan Olivi».

## ملكة جمال الكون 2017
كانت ميغان قاضية في المرحلة التمهيدية والنهائية في البث التلفزيوني لمسابقة ملكة جمال الكون 2017.

## حياتها الشخصية
ميغان متزوجة من مقاتل وزن الذبابة جوزيف بينافيدز.